# James V. McClintic
James Vernon McClintic, född 8 september 1878 i Robertson County i Texas, död 22 april 1948 i Chicago i Illinois, var en amerikansk demokratisk politiker. Han var ledamot av USA:s representanthus 1915–1935.
McClintic studerade vid Add-Ran University (numera Texas Christian University). År 1915 tillträdde han som kongressledamot och efterträddes 1935 av Sam C. Massingale.